# Oulema longipennis
Oulema longipennis är en skalbaggsart som först beskrevs av Linell 1897.  Oulema longipennis ingår i släktet Oulema och familjen bladbaggar. Inga underarter finns listade i Catalogue of Life.